# Bodyage
 Der er for få eller ingen kildehenvisninger i denne artikel, hvilket er et problem. Du kan hjælpe ved at angive troværdige kilder til de påstande, som fremføres i artiklen.

Bodyage er et udtryk for en persons biologiske alder modsat den kronologiske alder. Eksempelvis kan en 30-årig person have en 40-årigs krop på grund af uhensigtsmæssig livsstil, medens en 50-årig kan have en 40-årigs krop ved påpasselighed.
Menneskekroppen er gennem tilværelsen udsat for nedbrydning, som kan gå hurtigere eller langsommere, blandt andet i forbindelse med en persons livstil og genetisk arv.

## Testmetode
Man kan blandt andet teste en persons bodyage gennem en række forskellige parametre, eksempelvis med computerprogrammet Polar BodyAge.
Testparametre kan blandt andet være:
- Blodprøve
- Blodtryk
- VO2max – maksimal iltoptagelse
- BMI – Body Mass Indeks
- Fedtprocent
- Fedtfordeling
- Kondital
- Muskelstyrke i arme og ben
- Kroppens fleksibilitet etc.

## Evaluering
Testresultatet gennemgås med aktuelle person, hvor man blandt andet gennemgår:
- Rygevaner
- Kostvaner
- Motionsmønster
- Søvnmønster
- Motivationsmønster

## Konklusion
På grundlag af testresultaterne og gennemgang af disse anbefales ændringer for eventuel tilpasning af livsstil for testpersonen med bedre bodyage til følge.

## Ekstern henvisning
- DR, Hvad er bodyage?
- https://fysiobootcamp.dk/kropsanalyse/